# Sindre Henriksen
Sindre Henriksen, né le 24 juillet 1992 est un patineur de vitesse norvégien.  

## Palmarès

### Jeux olympiques d'hiver
| Épreuve / Édition   | 500 mètres | 1 000 mètres | 1 500 mètres | 5 000 mètres | 10 000 mètres | Mass start | Poursuite par équipes          |
| JO 2018 Pyeongchang | —          | —            | 7e           | —            | —             | —          | Médaille d'or, Jeux olympiques |

Légende :
- : première place, médaille d'or
- : deuxième place, médaille d'argent
- : troisième place, médaille de bronze
- : pas d'épreuve
- — : Non disputée par le patineur
- DSQ : disqualifiée